# كولن بيلي (طبال)
كولن بيلي (بالإنجليزية: Colin Bailey)‏ هو عازف جاز وطبال بريطاني، ولد في 9 يوليو 1934 في سويندون في المملكة المتحدة.

## وصلات خارجية
- كولن بيلي على موقع ميوزك برينز (الإنجليزية)
- كولن بيلي على موقع أول ميوزيك (الإنجليزية)
- كولن بيلي على موقع ديسكوغز (الإنجليزية)